# Emma Swenninger
Emma Swenninger, född 27 februari 1975 i Kalmar, är en svensk skådespelare. 
Emma Swenninger kom under uppväxtåren till Kungsbacka. I Sverige är hon mest känd för sin roll som Birgitta Moberg i filmerna om Irene Huss. Emma Swenninger utbildads i Köpenhamn, Danmark åren 1996–2007. Den danska publiken har bland annat sett henne i huvudrollen som Frøken Julie med Peter Gantzler i Frøken Julie - Genfortalt på DR (Danmarks Radio 2008), i Figaros Bröllop på Det Kongelige Teater (Regi Linus Tunström 2005). 
Hon har jobbat med många välrenommerade regissörer såsom: Kristoffer Nyholm (Forbrydelsen), Jörgen Bergmark (I Betraktarens Öga), Martin Asphauge (Irene Huss) och Marcus Olsson (Gustav III). För den yngre publiken i Sverige är hon känd för sina otaliga dubbingroller för Eurotroll/SVT.

## Filmografi
- 2007 - Irene Huss - Den krossade tanghästen
- 2007 - Irene Huss – Tatuerad torso
- 2008 - Irene Huss - Guldkalven
- 2008 - Irene Huss - Eldsdansen
- 2008 - Irene Huss - Glasdjävulen
- 2008 - Irene Huss - Nattrond
- 2010 - Främmande land
- 2012 - Fjällbackamorden – i betraktarens öga

### Film/TV
| Roll                  | Film                                 | Produktionsbolag                             | År   |
| --------------------- | ------------------------------------ | -------------------------------------------- | ---- |
| Linda Hamrin          | Fjällbackamorden/ I Betraktarens Öga | Tre Vänner Produktion / Jörgen Bergmark      | 2012 |
| Helena                | PRINSEN /The Prince                  | Anders Hazelius/Dolly Picture                | 2011 |
| Cecilia /Huvudroll    | Främmande Land / Distant Land        | Dolly Pictures / SVT / Film på Gotland       | 2010 |
| Mamma                 | FILIP                                | Nathalie Alvaréz/ Stockholm                  | 2010 |
| Lärarinnan            | Kommissarie Späck                    | Happy Fiction                                | 2010 |
| Flodhästen Molly m.fl | Sagor från Zoo                       | Eurotroll/SVT                                | 2010 |
| Lilian Roxanna        | Barbie and the fashionfairytail      | Sdi - Media/Dubbing                          | 2010 |
| Flodhästen Marabell   | Sagor från Zoo                       | Eurotroll för SVT/Dubbing                    | 2010 |
| Den onda mostern      | Barbie i en sjöjungfruresa           | SDi - Media/Dubbing                          | 2009 |
| Birgitta Moberg       | Guldkalven                           | Alexander Moberg / Illusionfilm              | 2008 |
| Birgitta Moberg       | Glasdjävulen                         | Alexander Moberg / Illusionfilm              | 2008 |
| Birgitta Moberg       | Eldsdansen                           | Anders Engström/ Illusionfilm & Yellow Bird  | 2008 |
| Birgitta Moberg       | Nattronden                           | Anders Engström/ Illusionfilm & Yellow Bird  | 2008 |
| Frøken Julie / Emma   | Frøken Julie - Genfortalt            | Aage Rais - Nordentoft / FourArms Film o DR  | 2008 |
| Birgitta Moberg       | Tanghästen / Irene Huss              | Martin Asphaug / Illusionfilm & Yellow Bird  | 2008 |
| Birgitta Moberg       | Tatuerad Torso / Irene Huss          | Martin Asphaug / Illusion Film & Yellow Bird | 2007 |
| Garderobedamen Helene | Solia                                | V / Sofie Stougaard                          | 2006 |
| Middagsgæst           | Fjernsyn for voksne                  | Danmarks Radio                               | 2004 |
| Ske                   | TheSke / En TV-serie for børn        | Dummie                                       | 2004 |
| Kvinden               | Scene 7                              | Film & Medievidenskab                        | 2003 |
| Emma                  | For en andens blik                   | Den Danske Filmskole                         | 2001 |

### Teater
| Roll                      | Pjäs                                      | Teater                                  | År   |
| ------------------------- | ----------------------------------------- | --------------------------------------- | ---- |
| Berättare & 8 fler..      | En Julsaga                                | Teater Dur & Moll                       | 2010 |
| Regissör                  | A Christmas Carol                         | Teater Dur & Moll                       | 2010 |
| Emmy Sway                 | Christmas Nostalgia                       | Högkvarteret, Stockholm                 | 2010 |
| Workshops i Clown & Queer |                                           | Bunkhouse / Meisenerstudio, Stockholm   | 2010 |
| Regissör                  | CLOSER / Redux                            | Teaterverket, Stockholm                 | 2010 |
| Mamma                     | FILIP                                     | Short Movie, Stockholm                  | 2010 |
| Koreograf/Regissör        | Stockholm Gay - Kör/ Vårkonsert           | Teater Replica, Stockholm               | 2010 |
| Edit                      | Edit - Tummelisas Mamma                   | Soppteater på Norrbottensteatern, Luleå | 2010 |
| Tam                       | Happy Slapping og Andre Selskabslege!     | Caféteatret                             | 2006 |
| Ské                       | Thé og Ské på farten!                     | Danmarksturné / V. Cirkusteatret        | 2006 |
| Fanchette                 | Figaros Bryllup                           | Det Kongelige Teater                    | 2005 |
| Dukken                    | Drengen, Dukken og Den Forunderlige Rejse | TeaterBøllerne                          | 2004 |
| Brigita                   | Når Cirkus kommer til Byen                | Caféteatret                             | 2003 |
| Direktøren                | Klovnernes Krybbespil                     | Teatro LETR'                            | 2002 |
| Augusta                   | Cirkuuz Baldoni                           | Cirkuuz Baldoni                         | 2002 |
| Shen Te / Sanger          | My name is Brecht                         | Teater Sthyr og Kjær                    | 2002 |
| My                        | Drillenisse                               | Dansk Artistbooking                     | 2001 |
| My                        | Drillenisse                               | Dansk Artistbooking                     | 2000 |
| Inga / Linedanser         | Cabaret Livingstones Kabinet              | Café Teatret                            | 2000 |
| My                        | Childrens Entertainer                     | DFDS Seaways                            | 2000 |
| Div. Roller               | Julecabaret 1999                          | Teatro LETR'                            | 1999 |
| Historiefortælleren       | A Christmas Carol                         | Teatro LETR'                            | 1998 |
| Puck                      | A Midsommer Nights Dream                  | Drama Center                            | 1996 |

| Regi, Undervisning           | Uppdrag                     | Arbetsgivare                       | År        |
| ---------------------------- | --------------------------- | ---------------------------------- | --------- |
| Kära Björn                   | Regissör                    | Lilla Parken                       | 2012      |
| Slutprodutioner              | Regissör                    | Internationella Engelska Gymnasiet | 2011      |
| Closer/Redux                 | Regissör                    | Teaterverket                       | 2010      |
| Vårkonsert/Stockholms Gaykör | Regissör                    | Teater Replica                     | 2010      |
| Clown & Quer Workshop        | Lärare                      | Bunkhosue Studios                  | 2008-2010 |
| Scenframställning            | Workshop                    | Internationella Engelska Gymnasiet | 2009-2012 |
| Röstreklam                   | Speaker                     | Olika Studios                      | 2005-2012 |
| Macbeth                      | Assisternade Dramaturg      | Malmö Dramatiska Teater            | 2003      |
| Julecabaret                  | Regissör/Konstnärlig Ledare | Teater LETR'                       | 2000      |
| Jag Heter Lise               | Manus & Regi                | Theater LETR'                      | 1999      |